# Universidad Miguel de Cervantes
Universidad Miguel de Cervantes – prywatna uczelnia w Chile, zlokalizowana w Santiago. 